# (4829) Sergestus
(4829) Sergestus – planetoida z grupy trojańczyków okrążająca Słońce w ciągu 11,67 lat w średniej odległości 5,15 j.a. Odkryła ją Carolyn Shoemaker 10 września 1988 roku w Obserwatorium Palomar. Nazwa planetoidy pochodzi z mitologii greckiej od Sergestusa, jednego z trojańskich towarzyszy Eneasza po upadku Troi.